# لوبن (اشبريوالد)
لوبن (بالألمانية: Lübben (Spreewald)) هي مدينة و بلدة ألمانية تقع في ألمانيا في براندنبورغ.[بحاجة لمصدر]  يقدر عدد سكانها بـ 14,557 نسمة .

## المدن التوأمة
مدن فولشتين ‏ و Neunkirchen هي مدن توأمة لـلوبن (اشبريوالد).

## أعلام
- كارين بوتنر جنز
- رودولف مارلوث
- سيلفيو كرول
- ويلهلم أوقست روث
- باول جرهارد
- هانس بيتر بول